# St. John's Point SAC
St. John's Point SAC este o arie protejată (arie specială de conservare — SAC, sit de importanță comunitară — SCI) din Irlanda întinsă pe o suprafață de 1.086,35 ha, integral pe uscat.

## Localizare
Centrul sitului St. John's Point SAC este situat la coordonatele 54°34′27″N 8°27′45″W / 54.574272°N 8.46243°V.

## Înființare
Situl St. John's Point SAC a fost declarat sit de importanță comunitară în noiembrie 1997 pentru a proteja 1 specie de animale. Situl a fost protejat și ca arie specială de conservare în noiembrie 2017.

## Biodiversitate
Situată în ecoregiunea atlantică, aria protejată conține 8 habitate naturale: Golfuri mici largi și golfuri puțin adânci, Recifuri, Faleze cu vegetație de pe coastele atlantice și baltice, Pajiști uscate seminaturale și facies de acoperire cu tufișuri pe substraturi calcaroase (Festuco-Brometalia) (* situri importante pentru orhidee), Pajiști cu Molinia pe soluri calcaroase, turboase sau argilos-nămoloase (Molinion caeruleae), Mlaștini alcaline, Lespezi calcaroase, Peșteri marine scufundate complet sau parțial.
La baza desemnării sitului se află o specie protejată de  nevertebrate: fluturele auriu (Euphydryas aurinia).
Pe lângă speciile protejate, pe teritoriul sitului au mai fost identificate 3 specii de plante, 19 specii de nevertebrate.